# Гранулированный чай
Гранулированный чай — сорт чёрного чая, изготавливаемый на специальной машине с зубчатыми роликами, измельчающими и скручивающими чайные листья в гранулы.
Международная маркировка (категория) — CTC tea (англ. crush, tear, curl — давить, рвать, скручивать).
Технологию производства изобрёл в начале 1930-х годов Вильям Маккетчер. Наибольшее распространение она получила в 1950-е годы в Африке и Индии.
Гранулирование позволяет избежать потерь большого количества сырья и производить чай стабильного, хотя и невысокого качества. Настой гранулированного чая является крепким и горьковатым, вкус и аромат интенсивные, но не слишком приятные. Такой чай часто используется для производства пакетированного чая, так как быстро заваривается и имеет сравнительно низкую цену. Как и мелколистовые чёрные чаи, гранулированный чай быстро теряет аромат при хранении в негерметично закрытой ёмкости.

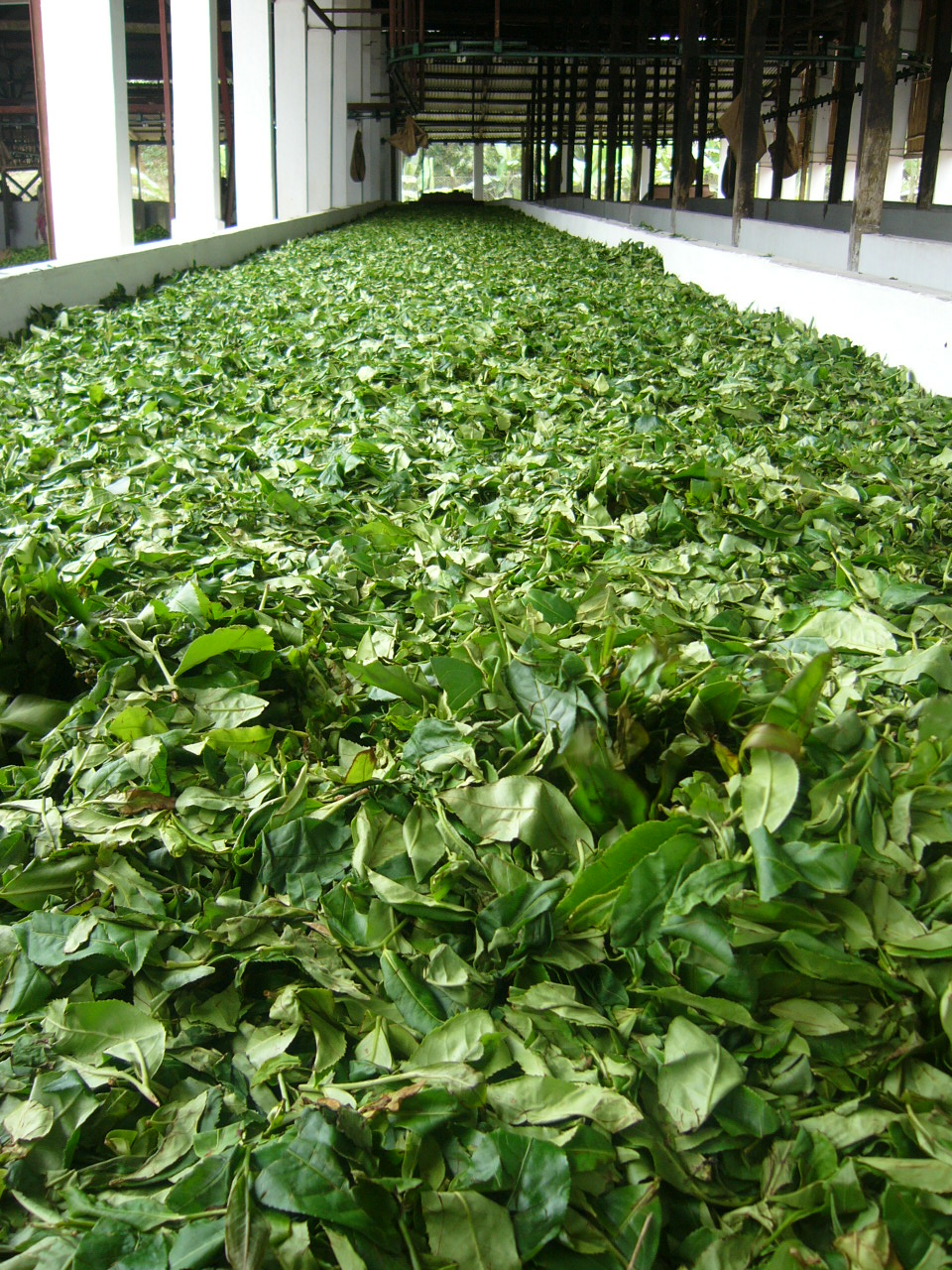
Конвейер со свежими листьями
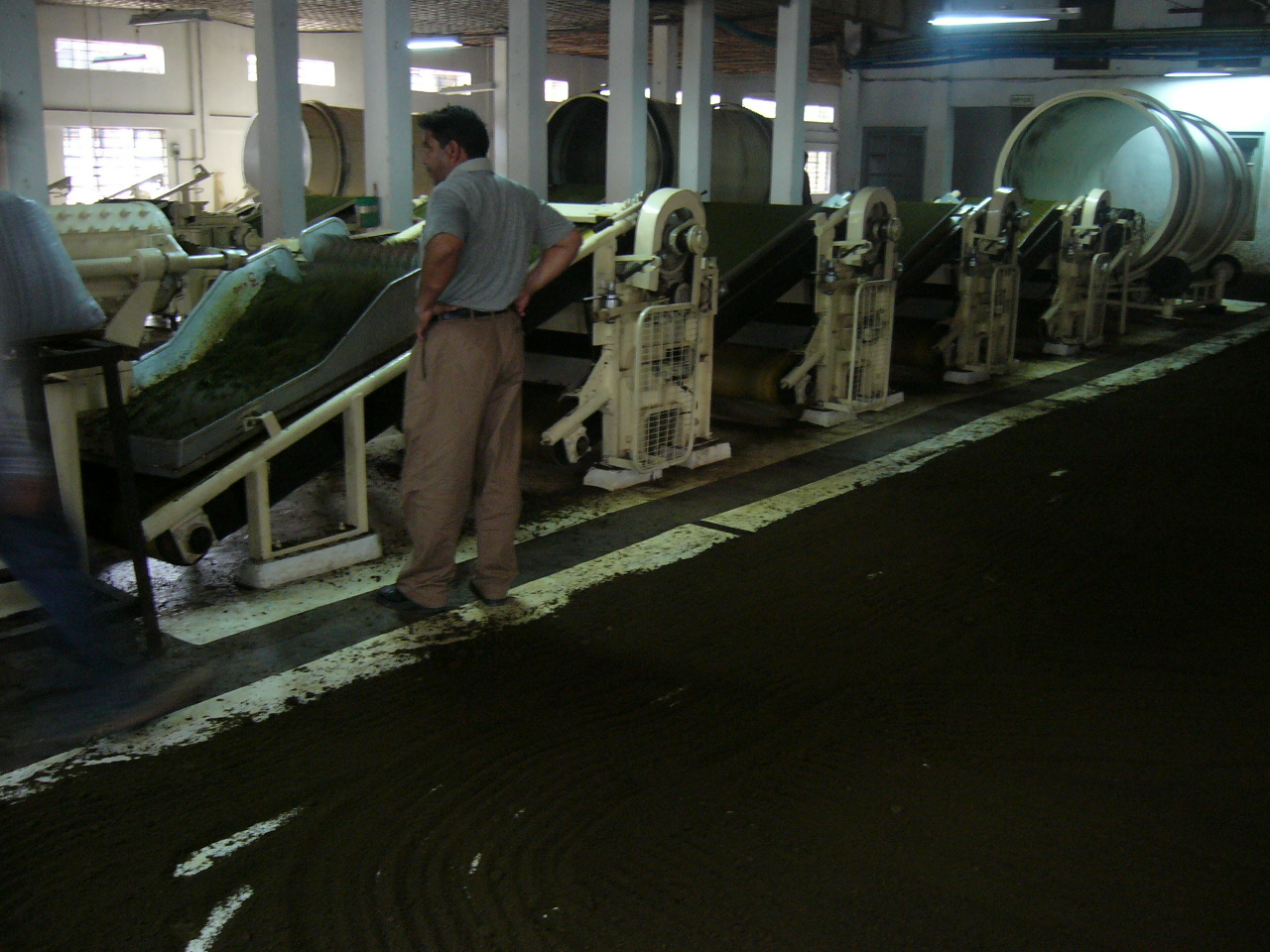
Переработка листьев
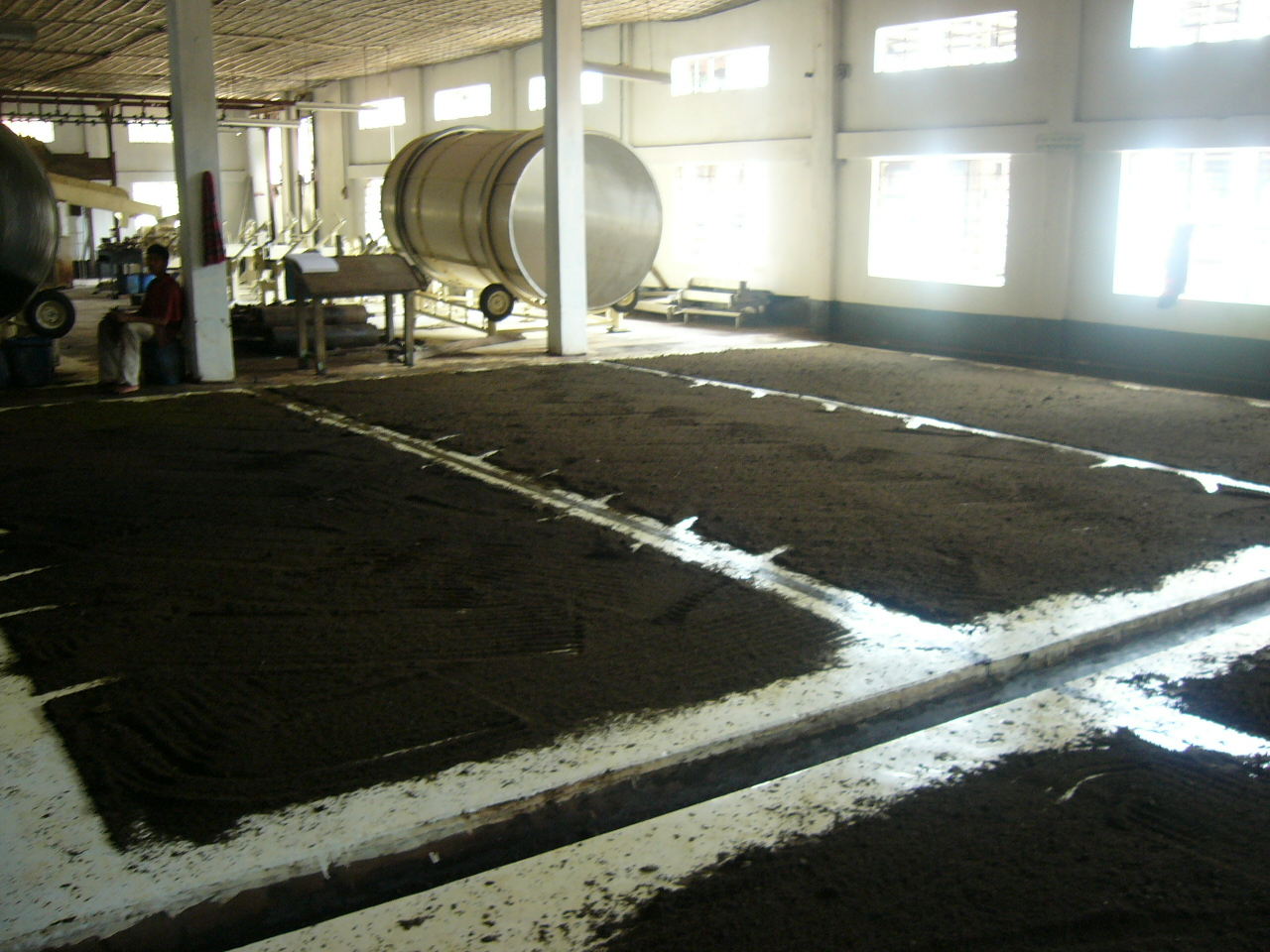
Сушка готовых гранул